# インドネシアの保健大臣一覧
本項では、インドネシアの保健大臣（Menteri Kesehatan）を一覧する。保健大臣は、インドネシアの保健省を所管する大臣である。 最初の保健大臣はブンタラン・マルトアトモジョで1945年8月19日就任。最も直近に選出された保健大臣はブディ・グナディ・サディキンで2020年12月23日就任。最も長い期間、大臣職を務めた保健大臣はアウグスティヌス・シワベシーで、1966年7月25日から1978年3月29日まで約12年間務めた。最も短い期間、大臣職を務めた保健大臣はアリ・グフロン・ムクティで、2012年4月30日から6月14日までの僅か約2か月務めた。

## 大臣一覧
| #   | 肖像                       | 氏名                               | 内閣                           | 就任日-退任日                   | 備考  | Ref. |
| --- | -------------------------- | ---------------------------------- | ------------------------------ | ------------------------------- | ----- | ---- |
| 1   |                            | ブンタラン・マルトアトモジョ       | 大統領内閣                     | 1945年8月19日 - 1945年11月14日  |       |      |
| 2   |                            | ダルマ・セティアワン               | 第1次シャフリル内閣            | 1945年11月14日 – 1946年3月12日  |       |      |
| 2   | 第2次シャフリル内閣        | ダルマ・セティアワン               | 1946年3月12日 – 1946年10月2日  |                                 |       |      |
| 2   | 第3次シャフリル内閣        | ダルマ・セティアワン               | 1946年10月2日 – 1947年6月26日  |                                 |       |      |
| 3   |                            | ヨハネス・ライメナ                 | 第1次サラフディン内閣          | 1947年7月3日 – 1947年11月11日   |       |      |
| 3   | 第2次サラフディン内閣      | ヨハネス・ライメナ                 | 1947年11月11日 – 1948年1月29日 |                                 |       |      |
| 3   | 第1次ハッタ内閣            | ヨハネス・ライメナ                 | 1948年1月29日 – 1949年8月4日   |                                 |       |      |
| *   |                            | マナンティ・シトンプル             | シャフルディン臨時内閣         | 1948年12月19日 – 1949年3月14日  |       |      |
| *   |                            | スキマン・ウィリョサンジョヨ       | シャフルディン臨時内閣         | 1949年3月14日 – 1949年7月13日   |       |      |
| *   |                            | スロノ                             | 第2次ハッタ内閣                | 1949年8月4日– 1949年12月1日     |       |      |
| (3) |                            | ヨハネス・ライメナ                 | 第2次ハッタ内閣                | 1949年12月1日– 1949年12月14日   |       |      |
| (3) | インドネシア連邦共和国内閣 | ヨハネス・ライメナ                 | 1949年12月20日 – 1950年9月6日  |                                 |       |      |
| 4   |                            | ストポ                             | ハリム内閣                     | 1950年1月21日 – 1950年9月6日    |       |      |
| (3) |                            | ヨハネス・ライメナ                 | ナシール内閣                   | 1950年9月6日 – 1951年4月27日    |       |      |
| (3) | ソキマン内閣               | ヨハネス・ライメナ                 | 1951年4月27日 – 1952年2月23日  |                                 |       |      |
| (3) | ウィロポ内閣               | ヨハネス・ライメナ                 | 1952年4月3日 – 1953年7月3日    |                                 |       |      |
| *   |                            | フェルディナンド・ルンバン・トビン | 第1次サストロアミジョヨ内閣    | 1953年8月1日 – 1953年10月9日    |       |      |
| 5   |                            | リー・キアット・テン               | 第1次サストロアミジョヨ内閣    | 1953年10月9日 – 1955年7月24日   |       |      |
| (3) |                            | ヨハネス・ライメナ                 | ハラハップ内閣                 | 1955 年8月12日– 1956年3月24日   |       |      |
| 6   |                            | ハドリアヌス・シナガ               | 第2次サストロアミジョヨ内閣    | 1956年3月24日 – 1957年3月14日   |       |      |
| 7   |                            | アブドゥル・アジス・サレ           | カルタウィジャヤ内閣           | 1957年4月9日 – 1959年7月6日     |       |      |
| 8   |                            | サトリオ                           | 第1次作業内閣                  | 1959年7月10日 – 1960年2月18日   |       |      |
| 8   | 第2次作業内閣              | サトリオ                           | 1960年2月18日 – 1962年3月6日   |                                 |       |      |
| 8   | 第3次作業内閣              | サトリオ                           | 1962年3月6日 – 1963年11月13日  |                                 |       |      |
| 8   | 第4次作業内閣              | サトリオ                           | 1963年11月13日 – 1964年8月27日 |                                 |       |      |
| 8   | 第1次ドヴィコラ内閣        | サトリオ                           | 1964年8月27日 – 1966年2月22日  |                                 |       |      |
| 8   | 第2次ドヴィコラ内閣        | サトリオ                           | 1966年2月22日 – 1966年3月28日  |                                 |       |      |
| 8   | 第3次ドヴィコラ内閣        | サトリオ                           | 1966年3月31日 – 1966年7月25日  |                                 |       |      |
| 9   |                            | アウグスティヌス・シワベシー       | 第1次アンペラ内閣              | 1966年7月28日 – 1967年10月17日  |       |      |
| 9   | 第2次アンペラ内閣          | アウグスティヌス・シワベシー       | 1967年10月17日 – 1968年6月6日  |                                 |       |      |
| 9   | 第1次スハルト内閣          | アウグスティヌス・シワベシー       | 1968年6月6日 – 1973年3月28日   |                                 |       |      |
| 9   | 第2次スハルト内閣          | アウグスティヌス・シワベシー       | 1973年3月28日 – 1978年3月29日  |                                 |       |      |
| 10  |                            | スワルジョノ・スルジャニングラト   | 第3次スハルト内閣              | 1978年3月29日 – 1983年3月11日   |       |      |
| 10  | 第4次スハルト内閣          | スワルジョノ・スルジャニングラト   | 1983年3月19日– 1988年3月21日   |                                 |       |      |
| 11  |                            | アディヤトマ                       | 第5次スハルト内閣              | 1988年3月21日 – 1993年3月11日   |       |      |
| 12  |                            | スユディ                           | 第6次スハルト内閣              | 1993年3月17日 – 1998年3月11日   |       |      |
| 13  |                            | ファリド・アンファサ・厶ルク       | 第7次スハルト内閣              | 1998年3月16日 – 1998年5月21日   |       |      |
| 13  | ハビビ内閣                 | ファリド・アンファサ・厶ルク       | 1998年5月23日 – 1999年10月20日 |                                 |       |      |
| 14  |                            | アフマド・スユディ                 | ワヒド内閣                     | 1999年10月26日 – 2001年7月23日  |       |      |
| 14  | スカルノプトゥリ内閣       | アフマド・スユディ                 | 2001年8月10日 – 2004年10月20日 |                                 |       |      |
| 15  |                            | シティ・ファディラ・スパリ         | 第1次ユドヨノ内閣              | 2004年10月21日 – 2009年10月20日 |       |      |
| 16  |                            | エンダン・ラハユ・スディアニンシ   | 第2次ユドヨノ内閣              | 2009年10月22日 – 2012年4月30日  | [ 1 ] |      |
| *   |                            | アリ・グフロン・ムクティ           | 第2次ユドヨノ内閣              | 2012年4月30日 – 2012年6月14日   | [ 2 ] |      |
| 17  |                            | ナフシア・ムボイ                   | 第2次ユドヨノ内閣              | 2012年6月14日 – 2014年10月20日  |       |      |
| 18  |                            | ニラ・厶ルク                       | 第1次ウィドド内閣              | 2014年10月27日 – 2019年10月20日 |       |      |
| 19  |                            | テラワン・アグス・プトラント       | インドネシア前進内閣           | 2019年10月23日 – 2020年12月23日 |       |      |
| 20  |                            | ブディ・グナディ・サディキン       | インドネシア前進内閣           | 2020年12月23日– 2024年10月20日  |       |      |
| 20  | メラプティ内閣             | ブディ・グナディ・サディキン       | 2024年10月21日 – 現職          |                                 | [ 3 ] |      |